# رجا حجيلان
 رجا حجيلان شباب المطيري ، نائب سابق في مجلس الأمة الكويتي.
حاصل على الماجستير في الإدارة العامة من الولايات المتحدة الأمريكية وبكالوريوس إدارة أعمال من جامعة حلوان بالقاهرة وشغل منصب مدير إدارة التطوير والتنمية في وزارة التربية ومستشار نقابة العاملين بوزارة التربية ويحظى بعضوية نادي الصيد والفروسية وعضو مؤسس لنادي النصر الرياضي
شارك في انتخابات مجلس الأمة الكويتي 1981 في الدائرة السابعة عشر، وحصل على المركز السادس برصيد 182 صوت وخسر الانتخابات ، وشارك في انتخابات مجلس الأمة الكويتي 1992 في الدائرة السابعة عشر، وحصل على المركز الخامس برصيد 434 صوت وخسر الانتخابات ، وشارك في انتخابات مجلس الأمة الكويتي 1996 في الدائرة السابعة عشر، وحصل على المركز الثامن برصيد 535 صوت وخسر الانتخابات ، وشارك في انتخابات مجلس الأمة الكويتي 2003 في الدائرة السابعة عشر، وحصل على المركز الرابع برصيد 1066 صوت وخسر الانتخابات ، وشارك في انتخابات مجلس الأمة الكويتي 2008 في الدائرة الرابعة، وحصل على المركز التاسع برصيد 9474 صوت وفاز بالانتخابات.